# Torrejón del Rey
Torrejón del Rey és un municipi de la província de Guadalajara, a la comunitat autònoma de Castella-La Manxa.

## Història
Al segle xvi esdevingué vila reial fora del domini feudal, però poc després hi retornà perquè el 1606 el rei Felip III va vendre la vila al seu secretari de cambra Alonso Muriel y Valdivieso. Es va mantenir en mans d'aquesta família fins a la fi de l'Antic Règim.